# Pusztahencse, Tolna
Pusztahencse  este un sat în districtul Paks, județul Tolna, Ungaria, având o populație de 1.014 locuitori (2011). 

## Demografie
Componența etnică a satului Pusztahencse
     Maghiari (97,09%)
     Romi (2,45%)
     Germani (0,47%)
Componența confesională a satului Pusztahencse
     Fără religie (15,48%)
     Reformați (8,88%)
     Luterani (4,83%)
     Necunoscută (70,81%)
     Alte religii (0,49%)
Conform recensământului din 2011, satul Pusztahencse avea 1.014 locuitori. Din punct de vedere etnic, majoritatea locuitorilor (97,09%) erau maghiari, cu o minoritate de romi (2,45%). Nu există o religie majoritară, locuitorii fiind persoane fără religie (15,48%), reformați (8,88%) și luterani (4,83%). Pentru 70,81% din locuitori nu este cunoscută apartenența confesională.